# Улица Пеэтри (Таллин)
У́лица Пе́три (эст. Peetri tänav) — улица в Таллине, столице Эстонии. Частично пешеходная. Расположена на территории исторического судостроительного завода «Ноблесснер», в новом офисно-жилом квартале «Ноблесснер».

## География
Пролегает в микрорайоне Каламая городского района Пыхья-Таллинн. Начинается от улицы Тёэстузе, пересекает улицы Каларанна, Аллвеэлаэва и Везиленнуки и заканчивается у пристани порта Ноблесснер. Протяжённость — около 540 метров.

## История и застройка
Улица была основана в год начала строительства квартала «Ноблесснер» (2013), официально её название было утверждено 23 октября 2013 года.
Здания на улице построены в годы основания завода «Ноблесснер» (1913—1916 гг.), к настоящему времени все отреставрированы и используются:
- Peetri tn 3 — здание сохранило свой первоначальный архитектурный облик,  памятник архитектуры, автор проекта — архитектор В. Сахаров. Образец промышленной архитектуры начала XX века в стиле историзма. В 1912—1913 годах в нём работал аккумуляторный цех, в советское время — монтажное отделение механического цеха Таллинского морского завода. Здание с наружными стенами из плитняка и металлическими стропильными опорами крыши. План здания прямоугольный, крыша двускатная. На северо-восточном фасаде имеется небольшая пристройка из силикатного кирпича. Фасад украшают большие арочные окна и круглые окна меньшего размера на торцах[5];
- Peetri tn 5 — на участке недвижимости расположены два здания в стиле историзма, автор проекта — В. Сахаров. Здания имеют прямоугольный план, двускатную крышу, наружные стены из плитняка и металлические стропильные опоры крыши. Первое здание — монтажно-механический цех,  памятник архитектуры. Фасад здания украшен круглыми окнами на тимпанах и контрфорсами на торцах[6]. Второе здание — сборочный цех,  памятник архитектуры[7];
- Peetri tn 7 — электростанция,  памятник архитектуры, автор проекта — В. Сахаров. Трёхэтажное здание в стиле историзма, с наружными стенами из плитняка и металлическими стропильными опорами крыши. План здания Т-образный, крыша двускатная. Фасады имеют большие квадратные окна с железобетонными перемычками, юго-западный фасад — оригинальные высокие окна с арочными перемычками. Также есть лестница из силикатного кирпича и галерея, ведущая к пристройке. У северного угла здания возвышается дымоход из красного кирпича с орнаментированной верхушкой[8];
- Peetri tn 8 — мастерская цветного литья, дымоход которой —  памятник архитектуры. Проект здания помогала составить инженеринговая компания Christian & Nielsen. В состав здания также входила одноэтажная полуподземная котельная с бетонными сводами, крытая листовым металлом. Дымоход и его цоколь выполнены из красного кирпича[9]. Здание мастерской не внесено в Государственный регистр памятников культуры Эстонии, и в 2020 году была запланирована его перестройка в шестиэтажное офисное здание с одним подземным этажом[10];
- Peetri tn 10 — судостроительный цех и литейная мастерская,  памятник архитектуры. Проект помогала составить компания Christian & Nielsen. У зданий железобетонный монолитный рамный каркас. Наружные стены выполнены из железобетонных пустотелых блоков, уложенных между бетонным каркасом. Фасады отделаны тонкой розовой известковой штукатуркой. Здания имеют по три пролёта, что отражено и в решении их торцевых фасадов: в центре — более высокий объём с сегментным фронтоном, по бокам — более низкие объемы с односкатными жестяными крышами. Стены внутри зданий оштукатурены[11];
- Peetri tn 11 — главный склад материалов судоверфи,  памятник архитектуры. Фундамент и наружные стены двухэтажного здания в стиле историзма выполнены из плитняка. Здание имеет узкие выступающие из стен контрфорсы, которые сужаются от земли к гейсону карниза. В углах здания опорные столбы образуют уникальное многоугольное решение. Торцевые фасады имеют невысокий фронтон, окаймлённый карнизами, и круглое окно посередине. Боковые фасады имеют ступенчатые гейсоны под карнизами. У здания жестяная крыша. Почти по всей длине крыши по коньку проходит световой фонарь с металлической конструкцией. В южной части крыши имеется кирпичный дымоход. Внутри здания железобетонный подвесной потолок, по большей части перекрытый металлическими балками. Потолок поддерживается стойками из металлоконструкций. Внутренние стены оштукатурены. На полу первого этажа уложена шестиугольная керамическая плитка. В здании есть две металлические лестницы, ведущие на второй этаж. Оригинальные оконные рамы и входные двери не сохранились. На северном фасаде здания установлен бронзовый барельеф Адама Иоганна фон Крузенштерна[12];
- Peetri tn 12 — цех корабельных систем,  памятник архитектуры. В 1920—1930-х годах назывался мастерской медников-столяров. Двухэтажное здание имеет длинный прямоугольный план, на торцевых фасадах имеет дополнительные одноэтажные объёмы с односкатными крышами. Позднее с юго-западной стороны был добавлен второй этаж и с северо-восточной стороны — пристройка с односкатной крышей. Характерную форму зданию придаёт изогнутая крыша, на коньке которой расположен небольшой треугольный световой фонарь. Здание имеет железобетонный монолитный рамный каркас. Фасады отделаны тонким слоем известковой штукатурки. На дверях сохранились оригинальные кованые петли. Около половины поверхности фасадов занимают окна. Крыша покрыта профлистом. Крыша цеха перекрыта железобетонными сегментными арочными балками. Внутри стены оштукатурены известковой штукатуркой. В центре здания находится бетонная лестница, ведущая в холл на второй этаж. Перила лестницы собраны из тонких металлических прутков[13].

Современное использование зданий:
- дом 3  — торговый салон основанного  в 1998 году норвежско-эстонского предприятия «Shishi», выпускающего предметы внутреннего дизайна: вазы, искусственные цветы и деревья, подсвечники, свечи, цветочные горшки и широкий ассортимент рождественских товаров[14];
- дом 5 — основанная в 2011 году компания по производству пива «Põhjala Brewing»[15];
- дом 6 — ночной техноклуб HALL, один из центров новой электронной танцевальной музыки в регионе. Техноклуб ориентирован на новую электронную танцевальную музыку, предлагающую визуальные и пространственные впечатления высокого уровня, а также место для свободных танцев и общения. ЛГБТ-позитивный[16][17];
- дом 7 — офисно-торговое здание;
- дом 10 — Фабрика открытий PROTO, уникальный для всей Европы семейный аттракцион, открывшийся в октябре 2019 года. PROTO предлагает посетителям десятки аттракционов, основанных на инновационных технологиях и захватывающей атмосфере изобретений Жюля Верна; она объединяет технологию виртуальной реальности и прототипы технологий более чем столетней давности в занимательный эксперимент. Аттракционы имеют разные уровни сложности для всех возрастов[18].  В здании также находится «зал Нобеля» — помещение площадью около 650 м² с отдельным входом и просторным фойе. Рядом с ним расположен «зал Лесснера» площадью 200 м². Залы предназначены для проведения частных, корпоративных и культурных мероприятий[19];
- дом 11 — офисное здание[4];
- дом 12 — арт-центр «Кай», культурный центр приморского квартала Ноблесснер. В его  выставочном зале (450 м²) проводятся выставки как эстонских, так и зарубежных художников, здесь же есть единственный в Пыхья-Таллинне кинотеатр (вместимость до 100 человек). Кроме того, в арт-центре проводятся детские утренники и имеется возможность арендовать конференц-залы[20].

На участке недвижимости Peetri tn 8, на конце бывшей осветительной мачты порта Ноблесснер, в 2024 году была выполнена инсталляция «Гнездо» (эст. «Pesa»), сочетающая в себе искусство металла и света. Инсталляция основана на рисунке пятилетней Стины, её можно увидеть как с территории квартала Ноблесснер, так и с улицы Каларанна. Ветки, придающие форму гнезду, сделаны из металлолома со строек эстонской компании «Merko Ehitus».
Рядом с улицей Пеэтри расположен парк кладбища Каламая. На пересечении улиц Пеэтри, Стаапли и Аллвеэлаева 14 мая 2014 года была основана площадь Адама Иоганна фон Крузенштерна.
Общественный транспорт по улице не курсирует.

Улица Пеэтри
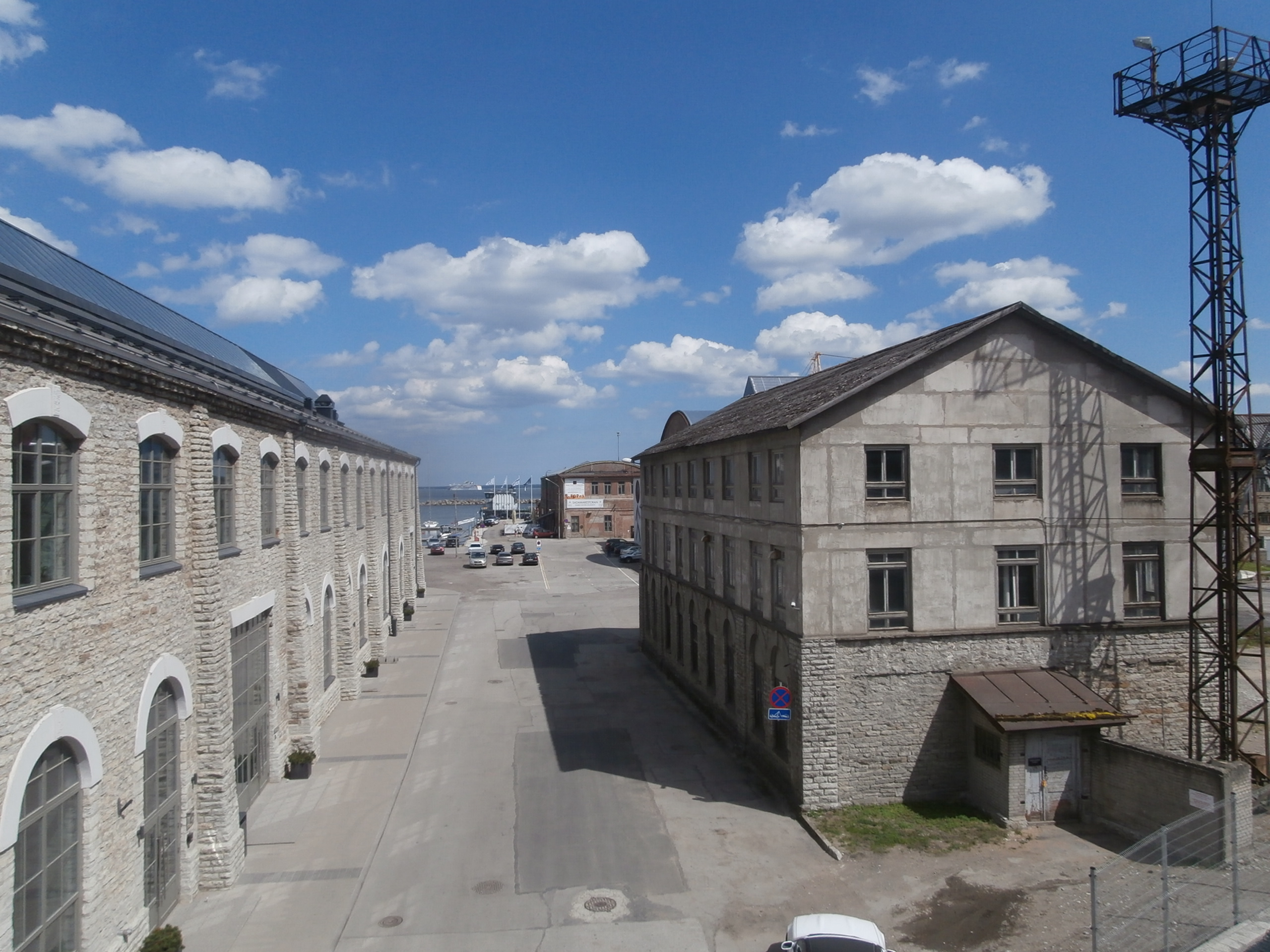
Дом 8 (справа) и дом 11 (слева) в 2016 году
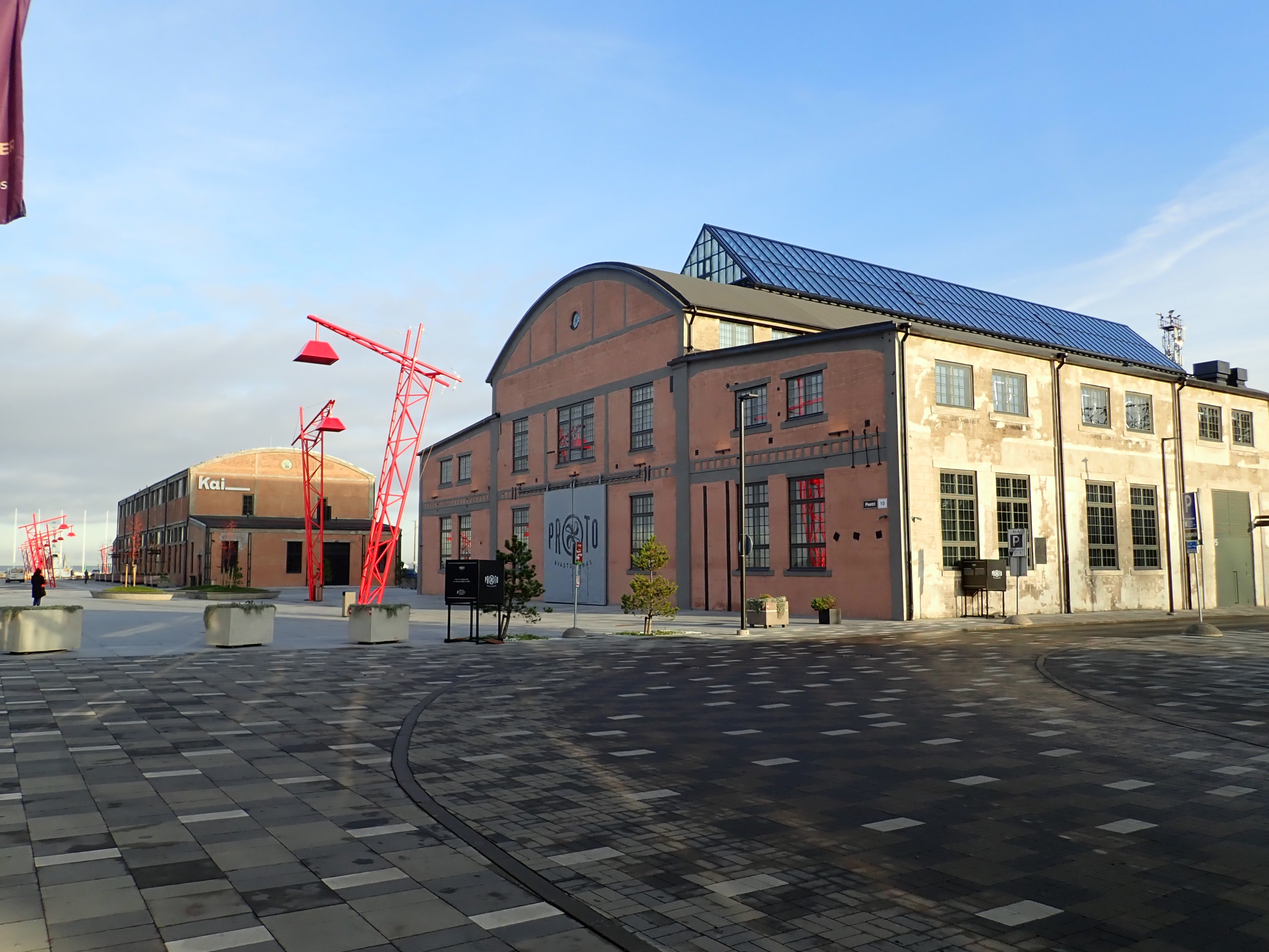
Дома 12 (слева) и 10 (справа), 2019 год
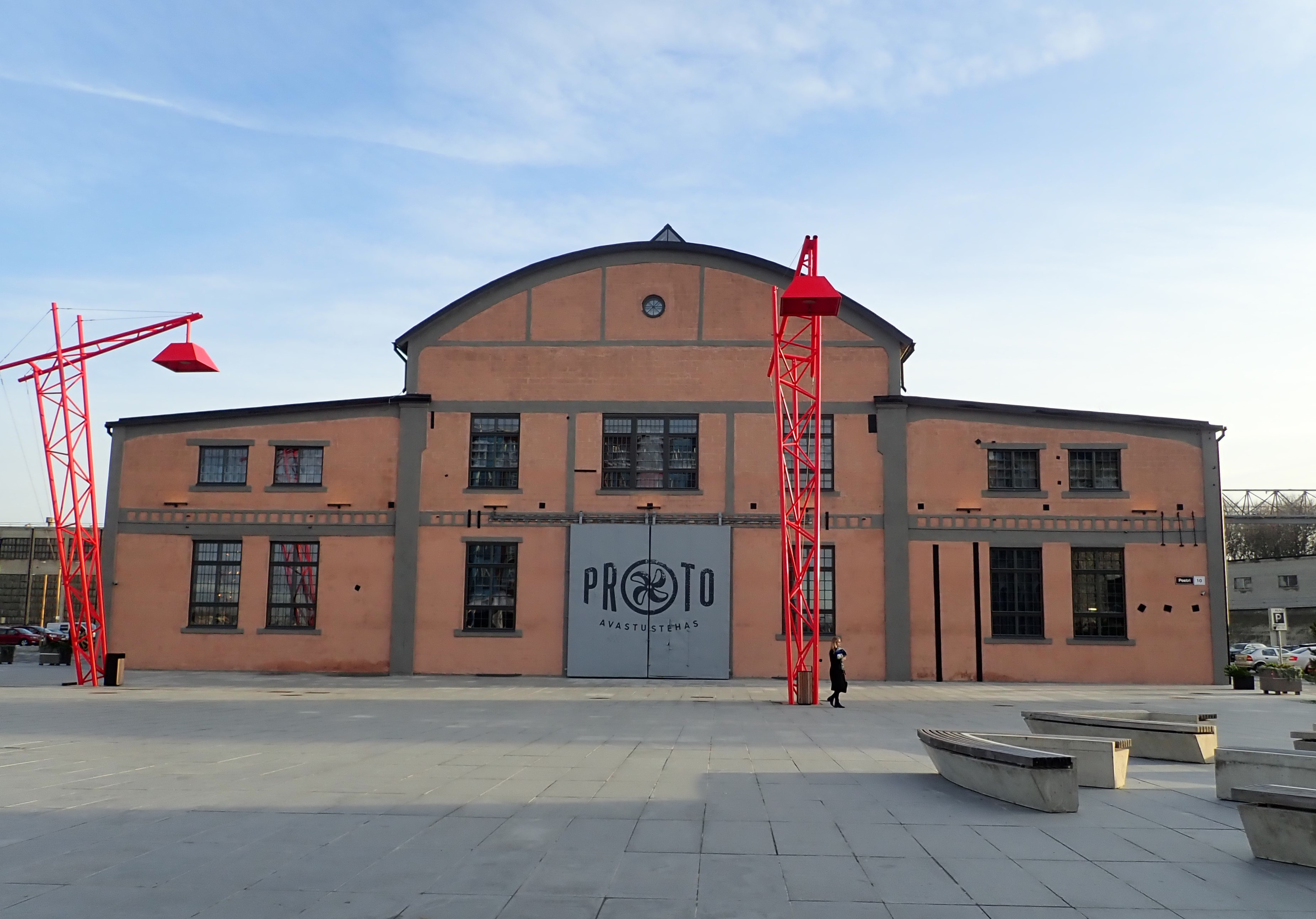
Дом 10, Фабрика открытий «PROTO»
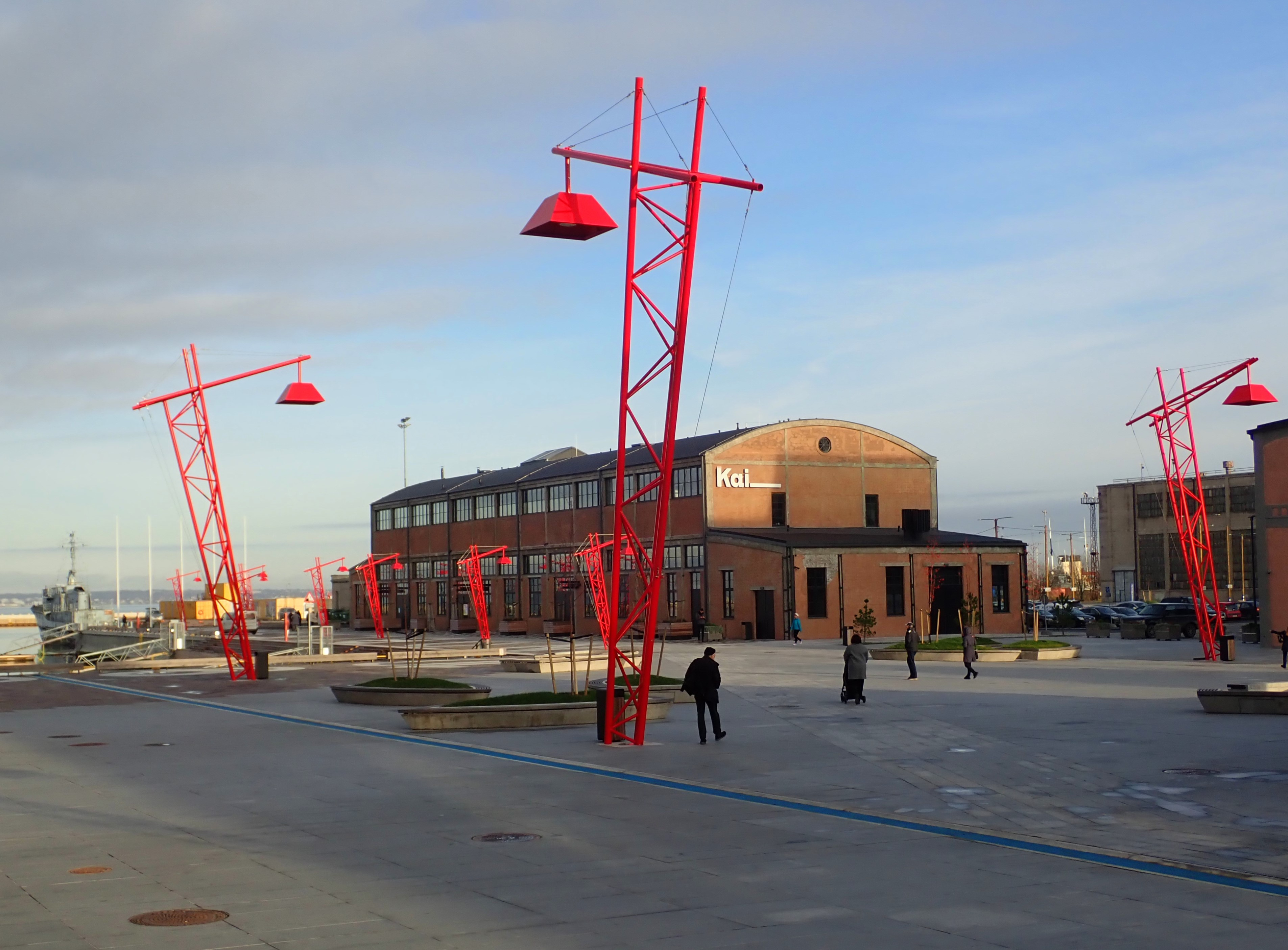
Дом 12, арт-цент «Кай»
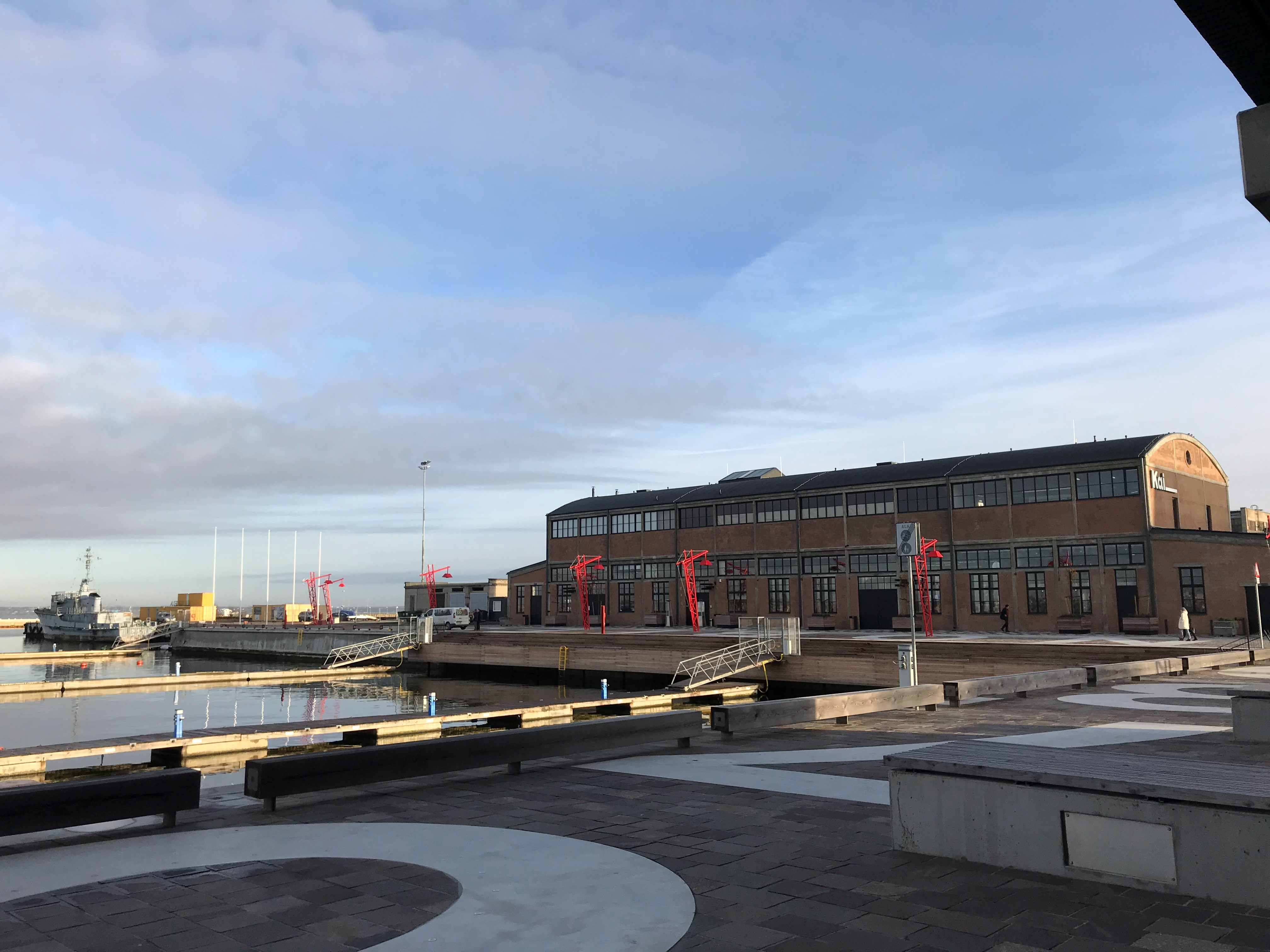
Порт Ноблесснер возле улицы Пеэтри